# Japan Consortium
O Japan Consortium é uma joint-venture organizada pela NHK, empresa de radiofusão pública do Japão, e várias empresas comerciais de rede de televisão e rede de rádio do Japão associadas à Associação Nacional de Radiodifusores no Japão (NAB) para cobrir a Copa do Mundo FIFA, os Jogos Olímpicos de Verão e os Jogos Olímpicos de Inverno.